# Patrinia
Genre
Classification phylogénétique
Patrinia est un genre de plantes herbacées de la famille des Caprifoliacées. Il est présent en Chine, en Sibérie et au Japon. Ce genre a été baptisé par Antoine-Laurent de Jussieu, en hommage à Eugène Louis Melchior Patrin. 

## Liste des espèces
- Patrinia gibbosa
- Patrinia heterophylla
- Patrinia intermedia
- Patrinia rupestris
- Patrinia saniculifolia
- Patrinia scabiosifolia
- Patrinia scabra
- Patrinia triloba
- Patrinia villosa